# Santi Cabañero
Santiago «Santi» Cabañero Masip (Cenizate, Albacete, 24 de julio de 1975) es un abogado y político español del Partido Socialista Obrero Español (PSOE), presidente de la Diputación Provincial de Albacete desde 2015 y secretario general del PSOE de Albacete desde 2018.

## Biografía
Nació el 24 de julio de 1975 en Cenizate (Albacete). Se licenció en Derecho por la Universidad de Castilla-La Mancha y ejerció la abogacía de profesión. Fue primer teniente de alcalde del Ayuntamiento de Cenizate, del que actualmente es concejal de Relaciones Institucionales, y presidente de la Mancomunidad para el Desarrollo de La Manchuela.
Es secretario de Organización del PSOE en la provincia de Albacete y miembro del Comité Federal del Partido Socialista. Tomó posesión como presidente de la Diputación Provincial de Albacete el 3 de julio de 2015.
Firme defensor de Pedro Sánchez frente a la postura del Gobierno de Castilla-La Mancha de Emiliano García-Page, venció en las primarias del PSOE de Albacete en diciembre de 2017 tomando posesión de su cargo en 2018. El 28 de junio de 2019 fue reelegido como presidente de la Diputación Provincial de Albacete gracias a un pacto de gobierno entre el PSOE y Unidas Podemos.
Tras las elecciones municipales de España de 2023, continuó siendo presidente de la Diputación Provincial de Albacete por mayoría absoluta.